# امارة الحمادي
قبيلة بني حماد (الحمادي) من القبائل الخليجية التي انتقلت من خور العديد في قطر بعد خلاف مع القبائل الاخرى الى الساحل العربي وهو سهل ساحلي على امتداد شاطئ الخليج العربي، وكانوا يدعون سابقًا آل حميدي نسبة إلى كبيرهم حمد بن حميد وهم بطن من الحميديين بالجزيرة العربية ينتمون إلى جذام انتقلوا إلى خور العديد جنوب قطر في عام 1543 وسكن قسم منهم العديد إلى جوار العبادلة (العبيدلي) الذين سكنوا المنطقة عام 1524م وعن طريق رأس أبو عبود عام 1700م انتقلوا إلى ساحل فارس مع قبيلة العبادله و بعض افراد القبائل المجاورة على إثر خلافات قبلية وسكنوها في الأبديات وكان يرافقهم جمع كبير من أشتات القبائل برئاسة حاتم بن حمود وسمي هذا الجمع بالبدو ثم انتقلوا إلى قرية الجزة والمجاحيل وسكن البدو قرية نخيلوه.

## انتشار القبيلة في العصر الحديث و مصاهراتهم
هاجروا من ساحل فارس سنة 1900 بعد غزو الحكومة الفارسية ونفي العرب قسراً من الساحل، ويوجد أفراد القبيلة في الإمارات وقطر والبحرين والكويت وبعضهم في شرق المملكة العربية السعودية وعمان ولكن شيخ القبيلة يقيم في الإمارات.
أقرب القبائل تاريخياً للحمادي هي العبيدلي والحرمي والمالكي والقاسمي والمرزوقي والسميطي (آل بوسميط)، ولكن بعد عودتهم إلى الخليج بدأوا بالزواج من قبائل البلدان التي يقيمون فيها بما في ذلك القبائل المذكورة أعلاه.
هناك عدد كبير من العائلات من أصول غير عربية تدّعي الانتساب إلى قبيلة الحمادي، خاصة في دولة الإمارات وبدرجة أقل في قطر، ويُدرجون اسم القبيلة في بطاقاتهم الوطنية وجوازات سفرهم. ونظرًا لكثرة عددهم، كثيرًا ما يحدث خلط بينهم وبين أبناء القبيلة الأصليين.

## البصمة الوراثية
صرحاء قبيلة بني حماد على تحور الجيني J1 و يلتقون مع قبيلة العبادله واسلطه في دولة قطر وبعض افخاذ قبائل حلف بني ياس في تحور عمره التقريبي 600م، وجميع هذه القبائل تلتقي مع قبائل جذام قبل الميلاد.